# Harlemská renesance
Harlemská renesance byla kulturním hnutím dvacátých a třicátých let 20. století. Známá byla rovněž pod názvem "hnutí New Negro" podle stejnojmenné antologie Alaina Locka z roku 1925. Ačkoli byla centrem hnutí čtvrť Harlem v New Yorku, řada francouzsky píšících a v Paříži žijících černošských spisovatelů z afrických a karibských kolonií byla také Harlemskou renesancí ovlivněna.
Názory historiků na to, kdy Harlemská renesance začala a skončila, se liší. Podle neoficiálních údajů hnutí existovalo od roku 1919 do raných třicátých let, respektive do poloviny třicátých let. Řada myšlenek však přežila mnohem déle. Spisovatel a člen hnutí New Negro, James Weldon Johnson, považoval období mezi lety 1924 (rokem, kdy časopis Opportunity uspořádal večírek pro černošské spisovatele, na nějž přišli i bělošští nakladatelé) a 1929 (rokem, kdy zkrachovala newyorská burza a začala velká krize) za zenit "rozkvětu černošské literatury."

## Rozvoj afroamerické komunity v Harlemu
New York se stal důležitým místem pro tento rozvoj černošské střední třídy. Harlem byl v 19. století vybudován jako exkluzivní předměstí pro bělošskou střední a vyšší střední třídu, plné majestátních vil a širokých ulic a se společenským vybavením včetně budovy opery. Během silného přílivu imigrantů z Evropy na konci 19. století však původní bělošská střední třída Harlem opustila a ten se na počátku 20. století stal afroamerickou čtvrtí. V roce 1910 koupila malá církev a skupina afroamerických realitních obchodníků rozsáhlý blok domů kolem 135. ulice a Páté avenue. Další tisíce Afroameričanů se přistěhovaly během první světové války: příliv pracovní síly z Evropy prakticky ustal kvůli válce, zatímco poptávka po nekvalifikovaných pracovnících v průmyslu rostla. Tzv. velká migrace tak do měst jako Chicago, Filadelfie, Cleveland a New York přivedla stovky tisíc Afroameričanů.

## Harlemská kulturní exploze
První fáze Harlemské renesance započala již před rokem 1919. V roce 1917 byly uvedeny Three Plays for a Negro Theatre. V těchto třech hrách autora Ridgely Torrence hráli černošští herci a všechny tři hry představily černochy coby komplexní lidské bytosti a odmítly tak tradice amerického minstrelského umění a stereotyp "začerněné" tváře. James Weldon Johnson označil premiéru těchto tří her za "tu nejdůležitější v historii černochů v americkém divadelnictví."  Další mezník přišel v roce 1919, kdy Claude McKay publikoval svůj militantní sonet "If We Must Die." Od roku 1919 tak beletrie Jamese Weldona Johnsona a poezie Clauda McKaye popisovala současnou situaci života černochů v Americe.
V roce 1978 založil Hubert Harrison, otec harlemského radikalismu, organizaci Liberty League (Liga Svobody) a noviny Voice, první organizaci a první noviny hnutí New Negro. Harrisonova organizace a noviny byly politické, avšak kladly důraz i na umění. V roce 1927 například Harrison namítl, že název "renesance" není přesný, protože termín "černošská literární renesance" přehlíží "proud literárních a uměleckých děl černošských umělců, jež bez přerušení existuje od roku 1850 do současnosti" a prohlásil, že termín "renesance" je čistě bělošským pojmenováním.

## Počátky
Harlemská renesance vzešla ze změn, jež se v afroamerické komunitě odehrály od zrušení otroctví. Tyto změny akcelerovaly v důsledku první světové války a významných sociálních a kulturních změn ve Spojených státech na začátku 20. století. Industrializace přitahovala lidi z venkovských oblastí do měst a dala tak vzniknout nové masové kultuře. Jedněmi z hlavních příčin harlemské renesance byly „Velká migrace“ Afroameričanů do měst na severu Spojených států, kde tak nastala vysoká koncentrace ambiciózních lidí, a první světová válka, jež vytvořila nové pracovní příležitosti pro desítky tisíc lidí. Naopak faktorem, který vedl ke konci harlemské renesance, byla Velká hospodářská krize.
Do konce občanské války byla většina černochů otroky a žila na jihu Spojených států. Ihned po zrušení otroctví začali emancipovaní Afroameričané hledat možnosti zapojení ve společnosti, žádali politickou rovnoprávnost a ekonomické a kulturní sebeurčení. Na konci sedmdesátých let 19. století však bílí konzervativci opět získali na jihu moc a během let 1890–1908 prosadili zákony, jež odebraly volební právo většině černochů a řadě chudých bělochů. Ustavili režim zákonů Jima Crowea, jenž umožňoval segregaci a hlasování ve prospěch jižanských demokratů. Bělošští konzervativci tak odebrali černochům možnost vykonávat a vymáhat svá občanská a politická práva. Závislost jihu na zemědělství omezovala ekonomické a sociální možnosti lidí a černoši byli i nadále využíváni jako levná pracovní síla. Se zhoršující se situací tak začali ve velkých počtech migrovat na sever.
Řada členů afroamerického literárního hnutí vzešla z generace, jež zažila vítězství a ztráty období „Rekonstrukce“ (1865–77) po Občanské válce. Často byli jejich prarodiče otroky. Mnoho členů Harlemské renesance bylo mezi těmi, kdo v rámci Velké migrace přišli z jihu do černošských předměstí v městech na severu a severozápadě. Afroameričané hledali lepší životní úroveň a únik z jižanského institucionalizovaného rasismu. Jiní zase měli africké kořeny a pocházeli z rasově stratifikovaných komunit v Karibiku. Většina z nich se sešla v Harlemu.
I přes vzrůstající popularitu své kultury byli černoši i na severu nadále vystavováni rasismu ze strany bělochů, často nových přistěhovalců. Po skončení první světové války se mnoho afroamerických vojáků vrátilo zpět do země, jejíž obyvatelé si ale zásluh těchto vojáků nevážili. Masové rasové nepokoje a další občanská povstání se odehrála v USA během „rudého léta“ roku 1919. Většinou odrážela ekonomický boj o práci a bydlení v řadě měst, stejně jako sociální napětí.

## Hudba
Nový styl hraní na piáno, zvaný Harlem Stride, vznikl během harlemské renesance a pomohl smazat rozdíly mezi chudými černochy a černošskou společenskou elitou. Tradiční jazzové kapely byly tvořeny především dechovými nástroji a byly považovány za symbol života chudých na jihu – piáno naopak představovalo nástroj bohatých. Modifikace nástrojů v jazzových kapelách proto zpřístupnila jazz i movitějším černochům. Popularita jazzu se okamžitě rozletěla po celé zemi a dosáhla svého vrcholu v období Harlemské renesance. Jazzoví hudebníci vynikali v počátcích jazzu především inovacemi a temperamentem a hudebníci jako Fats Walter, Duke Ellington, Jelly Roll Morton a Willie „The Lion“ Smith byli velmi talentovaní a ambiciózní a byli považováni za vzory budoucích jazzmanů.
Hudební styl černochů se během tohoto období stával čím dál populárnější i mezi bělochy. Bělošští spisovatelé, dramatici a skladatelé začali ve svých pracích využívat afroamerických hudebních trendů a témat: skladatelé používali básně afroamerických básníků a implementovali rytmy, harmonie a melodie afroamerické hudby – jako např. blues, spirituály a jazz – do svých koncertních skladeb. Černoši tak začali pronikat do tradičního světa skladatelství. Prvním černochem, jenž získal všeobecné uznání coby koncertní virtuos jak regionálně tak místně, byl Roland Hayes. Hayes se učil u Artura Calhouna v Chattanooze a na Fiskově univerzitě v Nashvillu. Později studoval s Arturem Hubbardem v Bostonu a s Georgem Henshelem a Mandou Ira Aldridgeovou v Londýně. Veřejně začal zpívat v roce 1911 jako student a člen Fisk Jubilee Singers.

## Divadlo Apollo
Zatímco Savoy Ballroom na Lenox Avenue proslul swingem a jazzem, Divadlo Apollo je nejtrvalejším dědictvím Harlemské renesance. Divadlo otevřelo na 125. ulici 26. ledna 1914 a od té doby představuje jeden z klasických symbolů afroamerického způsobu života. Coby jeden z nejslavnějších podniků populární hudby v USA se Divadlo Apollo stalo prvním místem, kde řada představitelů harlemské renesance nalezla prostor pro rozvoj svého talentu a kariéry. V Apollu začínaly například Billie Holiday, Ella Fitzgerald a Sarah Vaughan.
S příchodem televize a dalšími změnami v zábavním průmyslu Apollo postupně upadalo, avšak v roce 1983 bylo za pomoci městských, státních a federálních grantů vzkříšeno. V současné době divadlo provozuje nezisková organizace Apollo Theater Foundation Inc. Podle statistik divadlo ročně navštěvuje na 1.3 miliónu návštěvníků.

## Charakteristiky a témata
Charakteristickým rysem Harlemské renesance byla otevřená rasová hrdost, jež se zhmotnila v podobě konceptu New Negro, jehož produkt měl skrz intelekt a tvorbu literatury, umění a hudby bojovat s převažujícím rasismem a stereotypy, a podporovat progresivní a sociální politiku a rasovou a sociální integraci. Umělecká a literární tvorba měla sloužit k pozvednutí rasy.
Z Harlemské renesance nevzešla žádná jednotící forma, jež by charakterizovala černošské umění. Harlemská renesance naopak zahrnovala širokou škálu kulturních prvků a stylů, včetně pan-afrikanistického pohledu, vysokou i nízkou kulturu, od tradičních forem hudby k blues a jazzu, tradičních a nových experimentálních forem literatury jako byl modernismus a nová forma jazzové poezie. Tato dualita mezi tradičním a novým znamenala, že mnoho afroamerických umělců se dostalo do střetu s konzervativními proudy mezi černošskými intelektuály, kteří se bránili určitým pohledům na život černochů.
Témata zobrazená v dílech autorů Harlemské renesance byla ovlivněna zkušeností z otroctví a vynořující se afroamerickou lidovou tradicí černošské identity, dopady institucionalizovaného rasismu, dilematy typickými pro představení a díla psaná pro bělošské publikum a otázkou jak zprostředkovat zkušenost moderního černošského života na urbánním severu.
Harlemská renesance stavěla na podpůrném systému černošských mecenášů a podniků vlastněných černochy. Rovněž však byla závislá na patronátu bělochů, jako byl Carl Van Vechten a Charlotte Osgood Masonová, kteří poskytli různé způsoby pomoci a otevírali dveře, jež by za běžných okolností zůstaly publikacím černošské komunity uzavřeny. Tato pomoc probíhala většinou ve formě mecenášství či nakladatelství.
I další běloši se zajímali o takzvané „primitivní“ kultury, protože běloši tak tehdy nazírali na černošskou kulturu, a chtěli, aby tento primitivismus čišel také z děl autorů Harlemské renesance.
Zájem o život Afroameričanů také vytvořil experimentální avšak dlouhotrvající bělošsko-černošskou spolupráci jakou bylo například uvedení černošské verze Gershwinovy Porgy a Bess a Four Saints in Three Acts autorů Vergila Thomsona a Gertrude Steinové. V obou představeních byla součástí týmu sbormistryně Eva Jessyegová, jejíž sbor vystoupil ve hře Four Saints. Bělošské hudební skupiny také přizvaly nejlepší a nejtalentovanější afroamerické hudební hvězdy do svých vystoupení.
Afroameričané používali umění, aby ukázali svoji lidskost a mohli tak žádat rovnoprávnost. Harlemská renesance vedla k více příležitostem pro publikace černochů slavnými nakladatelstvími. Řada autorů začala publikovat romány, časopisy a noviny. Nová beletrie přilákala velký zájem ze strany celé Ameriky a někteří z harlemských autorů se stali velmi známými: byli mezi nimi Jean Toomer, Jessie Fauset, Claude McKay, Zora Neale Hurstonová, James Weldon Johnson, Alain Locke a Langston Hughes.
Harlemská pomoc položila základy pozdější poválečné fázi hnutí za občanská práva (civil rights movement). Také řada pozdějších černošských umělců našla inspiraci v harlemském literárním hnutí.
Harlemská renesance však byla něčím víc, než jen literárním či uměleckým hnutím. Disponovala určitým sociologickým vývojem – především díky novému rasovému vědomí – díky rasové integraci jako například v hnutí Marcuse Garveyho s názvem Back to Africa. Koncept dvojakosti (twoness) W.E.D. Du Boise, poprvé zmíněný v práci The Souls of Black Folk z roku 1903, zkoumal rozdělené vědomí identity člověka a byl tak jedinečnou kritikou sociálních dopadů rasovému vědomí.

## Výtvarné umění
Mezi představitele výtvarného umění Harlemské renesance patří: 
Charles Alston, Romare Bearden, Allan Rohan Crite, Archibald Motley, Augusta Savageová, Meta Vaux Warrick Fullerová. 

## Nová černošská identita
Harlemská renesance dokázala přivést černošskou zkušenost do středu americké kulturní historie. Nejen díky kulturní explozi, ale také na sociologické úrovni zůstává dědictvím harlemského hnutí to, že dokázalo znovu definovat způsob, jakým Amerika a svět vnímal afroamerickou populaci. Migrace jižanských černochů na sever změnila obraz Afroameričanů z venkovských, nevzdělaných nádeníků na urbánní, kosmopolitní inteligenci. Tato nová identita vedla k rozšířenějšímu rasovému vědomí a Afroameričané začali hrát důstojnější roli ve světě a rozšířili své intelektuální a sociální kontakty i na mezinárodní úroveň.
Ze symbolického, ale i skutečného vývoje během tohoto období čerpají Afroameričané svoje sebeurčení, jež jim poskytlo narůstající pocit urbánnosti a militantnosti, stejně jako základ pro vybudování komunity, na níž mohlo stavět hnutí za občanská práva v padesátých a šedesátých letech.
Urbánní prostředí rychle se rozvíjejícího Harlemu poskytlo prostor pro všechny Afroameričany, aby zažili různorodost černošského života a kultury. Harlemská renesance povzbudila nové docenění lidových kořenů a kultury. A lidové materiály a spirituály například poskytly bohatý zdroj pro uměleckou a intelektuální představivost a oprostil černochy od minulosti.